# كريستيان بولهاك
كريستيان بولهاك (بالرومانية: Cristian Pulhac)‏ (17 أغسطس 1984 بياش في رومانيا - ) هو لاعب كرة قدم روماني، يلعب في مركز الدفاع. ولعب مع منتخب رومانيا تحت 21 سنة لكرة القدم ومنتخب رومانيا لكرة القدم. أما مع النوادي، فقد لعب مع دينامو بوخارست وستيودينتيسك بوخارست ونادي إيركوليس ونادي بترولول بلويشتي ونادي قبله وZawisza Bydgoszcz ‏ وFCM Câmpina ‏.

## روابط خارجية
- كريستيان بولهاك على موقع الاتحاد الأوربي (الإنجليزية)
- كريستيان بولهاك على موقع قاعدة بيانات كرة القدم.إي يو (الإنجليزية)
- كريستيان بولهاك على موقع ناشيونال فوتبول تيمز (الإنجليزية)
- كريستيان بولهاك على موقع Soccerway.com (الإنجليزية)
- كريستيان بولهاك على موقع عالم كرة القدم.نت (الإنجليزية)